# غل قلعة (مقاطعة ديواندرة)
غل قلعة (بالفارسية: گل قلعه) هي قرية تقع في قسم تشهل تششمه الريفي (مقاطعة ديواندرة) في إيران. يقدر عدد سكانها بـ 328 نسمة بحسب إحصاء 2016.